# Kangal çoban köpeği

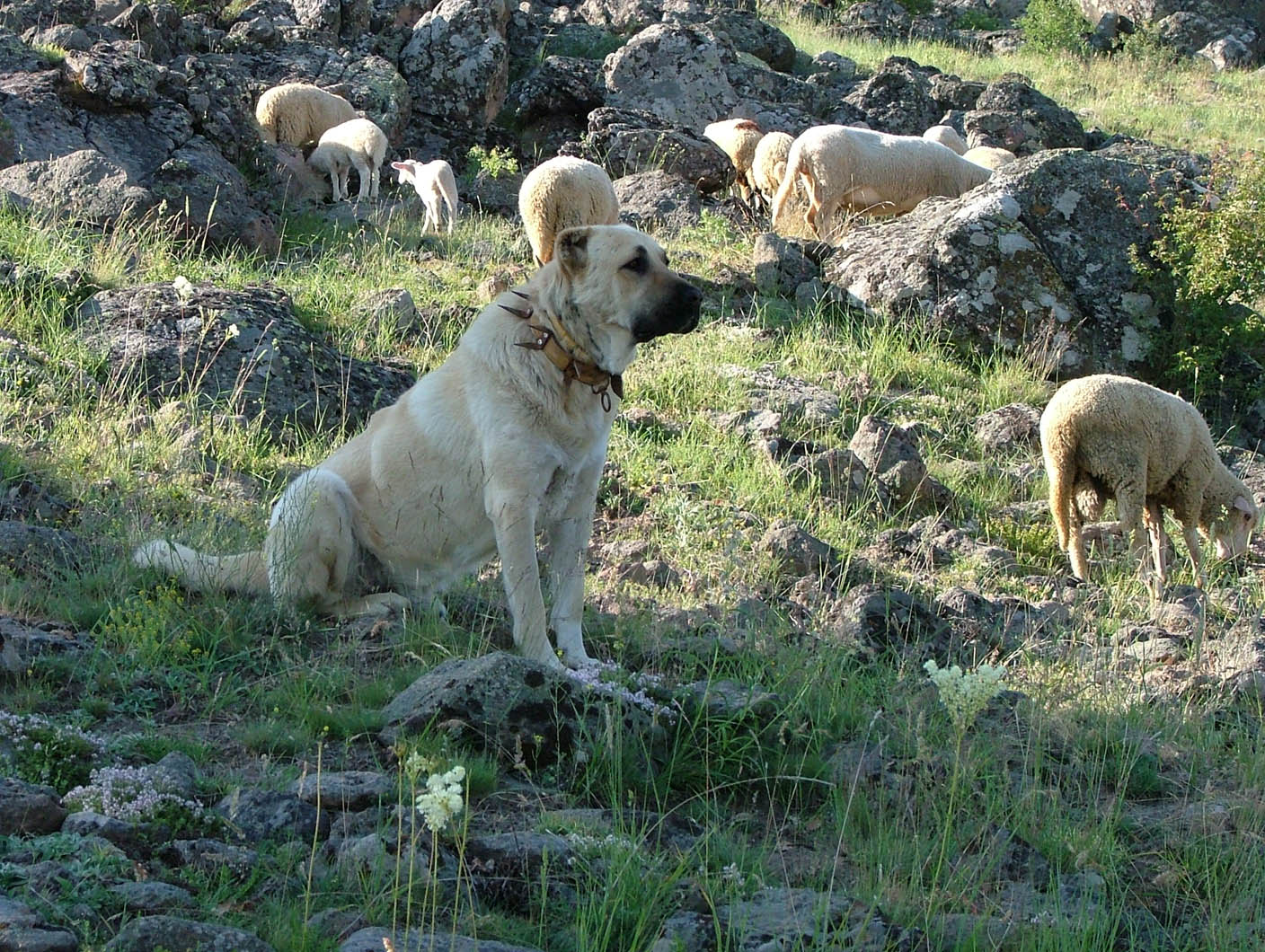
En kangal i Turkiet med det traditionella taggiga halsbandet som är till för att skydda mot rovdjursangrepp.

Kangal çoban köpeği' (tidigare anatolisk herdehund, karabash (karabaş)) är en hundras från Turkiet. Den har fått sitt turkiska namn efter distriktet Kangal i provinsen Sivas. Den är en herdehund och boskapsvaktare som är en högrest, muskulös, rörlig, härdig och uthållig hund av molossertyp. Rasen är känd för att uthärda såväl köld som hetta.

## Historia
Çoban köpeği är i Turkiet samlingsbeteckningen för bergs- och herdehundar i allmänhet, varav det finns flera regionala och lokala varianter, varav kangal çoban köpeği och akbash (akbaş çoban köpeği) är två internationellt kända raser. Som distinkt ras inleddes organiserad avel i Storbritannien och USA under slutet av 1960-talet och början av 1970-talet.
De första kangalerna importerades till Storbritannien 1965. De registrerades av den brittiska kennelklubben The Kennel Club under namnet Anatolian (Karabash) Dog. 1968 bildades den brittiska rasklubben och 1983 ändrades namnet till det nuvarande, Anatolian Shepherd Dog, sedan ett antal turkiska importer utan svart mask registrerats. Till USA importerades de första kangalerna på 1950-talet, men någon organiserad avel inleddes inte förrän 1970 då rasklubben bildades. Det är deras standard som 1989 antogs av den internationella hundorganisationen FCI. Sedan 1995 är den amerikanska rasklubben ansluten till American Kennel Club.
Först med att erkänna rasen under namnet Kangal var United Kennel Club, den av de båda största amerikanska kennelklubbarna som inte har något samarbete med FCI. UKC erkände rasen 1998, den amerikanska stammen grundades genom importer på 1980-talet. 
Den turkiska kennelklubben Köpek Irklarý ve Köpek Bilimleri Federasyonu, KIF bildades så sent som 2001, rasstandard för kangal godtogs 2005. Kangalen pryder KIF:s logotyp och räknas som Turkiets nationalras. Utöver den turkiska kennelklubben erkände även kennelklubbarna i Australien, Nya Zeeland och Sydafrika den turkiska standarden. 2018 antog också FCI den turkiska standarden och Turkiet tog över avelsansvaret från FCI som haft det sedan 1989. Den största skillnaden gentemot tidigare är att alla hundar måste ha svart mask. De brittiska (KC) och amerikanska (AKC) standarderna tillåter fortfarande hundar utan svart mask, dessa utgör en egen population och har behållit namnet Anatolian Shepherd Dog.

## Egenskaper
Dess traditionella användningsområde är som boskapsvaktare och herdehund med uppgift att skydda tamboskap mot rovdjur. Den anatoliska herdehunden skall vara stolt och självmedveten och med ett stabilt humör. Den är mycket trogen mot sin familj men reserverad mot främlingar.

## Utseende
Enda tillåtna färger är ljusgrå, gul och blek fawn (blekt rådjursröd), vita tecken får bara förekomma på tassar, underben och bröst. Den svarta masken, som gett upphov till namnet Karabaş (turkiska för svarthuvud) är obligatorisk.